# Principiul tipizării
În Codurile de nomenclatură|nomenclatura biologică, principiul tipizării este unul dintre principiile directoare.
Codul Internațional de Nomenclatură Zoologică prevede că orice numit taxon din grupul familial, din grupul de gen sau din grupul de specii are un tip purtător de nume⁠(d) care permite aplicarea obiectivă a numelui taxonului. Tipul nu definește taxonul: care este făcut de un taxonomist; și un număr nedeterminat de definiții concurente pot exista una lângă alta. Mai degrabă, un tip este un punct de referință. Un nume are un tip, iar un taxonomist (după ce a definit taxonul) poate determina ce tipuri existente se încadrează în domeniul de aplicare al taxonului. El sau ea poate folosi apoi regulile din Cod pentru a determina numelevalid pentru taxon.